# Nylænde
Nylænde („Neuland“) war eine 1887–1927 in Kristiania (Oslo) zweimal im Monat erscheinende feministische Zeitschrift. Sie wurde vom Norsk Kvinnesaksforening (Norwegische Frauenvereinigung) als deren Organ gegründet und von Gina Krog „mit voller redaktioneller Freiheit“ bis zu ihrem Tod 1916 geleitet. „Nylænde spielte eine Schlüsselrolle bei der Entwicklung und dem Umfang der frühen organisierten norwegischen Frauenbewegung und dem Kampf für das Frauenwahlrecht, und es gelang der Zeitschrift, die an Frauenfragen Interessierten über organisatorische und politische Grenzen hinweg zu vereinen.“

## Geschichte

### 1887–1893
Bereits auf der Gründungsversammlung des Norsk Kvinnesaksforening (NKF) im Herbst 1884 wurde über die Herausgabe einer eigenen Zeitschrift diskutiert, die für die Politik des Vereins eintreten sollte. Unstimmigkeiten im Vorstand verhinderten jedoch einen sofortigen Beschluss. Als Chefredakteurin stand Gina Krog bereits fest, Mitbegründerin und Vorstandsmitglied des NKF, die bereits zuvor mit ihren Artikeln in Aftenbladet, Dagbladet und vor allem Nyt Tidsskrift Aufmerksamkeit erregt hatte. Doch Gina Krog – „zu ihrer Zeit galt sie als die Anführerin der norwegischen Frauenbewegung“ – forderte „volle redaktionelle Freiheit“ und wollte nicht einer Kontrolle durch einen Redaktionsausschuss unterworfen sein, wie es Teile des Vorstandes verlangten.S. 88
Schlussendlich konnte sie sich durchsetzen, und die erste Ausgabe von Nylænde, datiert auf den 1. Januar 1887, erschien verspätet erst im Februar, da Erik Werenskiold die Titelzeichnung nicht rechtzeitig ablieferte. In der Folge erschien die Zeitschrift 24 mal im Jahr, jeweils am 01. und 15. des Monats. Der Abonnementpreis betrug 3,50 Kronen jährlich plus 35 Øre Postporto.

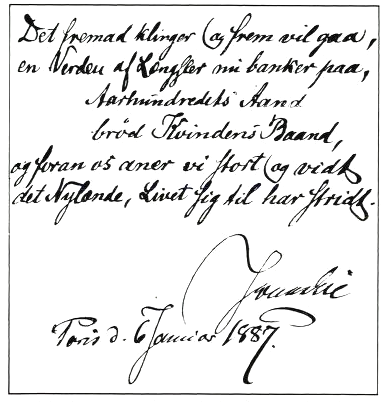
Nylænde, Gedicht von Jonas Lie

Jonas Lie verfasste ein Gedicht zu Ehren der neuen Zeitschrift, das auf den ersten beiden Seiten abgedruckt wurde und für dessen vierte Strophe das Autograph erhalten blieb:
Det fremad klinger og frem vil gaa,

en Verden af Længsler nu banker paa,

Aarhundredets Aand

brød Kvindens Baand,

og foran os aner vi stort og vidt

det Nylænde, Livet sig til har stridt.
Das Vorwärts klingt und wird vorwärts gehen,

eine Welt der Sehnsucht klopft nun an,

Der Geist des Jahrhunderts

brach die Fesseln der Frau,

Und vor uns sehen wir weit und breit

das Neuland, auf dem das Leben sich müht.

### 1894–1916
Die Zeitschrift führte bis 1893 den Untertitel Tidsskrift udgivet af Norsk kvindesagsforening. Dann eskalierte der Streit zwischen der Chefredakteurin und dem Vereinsvorstand, der nie ganz beigelegt worden war. Der Vorstand erklärte, Nylænde aus finanziellen Gründen nicht mehr führen zu können. Die Zeitschrift „hatte nur 420 Abonnenten, und es wurden fast doppelt so viele benötigt. Viele Menschen waren empört, dass Gina Krog so plötzlich ihre Arbeit und ihren Lebensunterhalt verlor, und waren der Meinung, dass die Zeitschrift ein notwendiger Bestandteil der Vereinsarbeit war. Die Vorsitzende, Ragna Nielsen, war jedoch der Meinung, dass die Organisation nun besser arbeiten könne, wenn sie in der Tagespresse schreibe.“S. 90
Gina Krog übernahm nun selbst das unternehmerische Risiko und führte Nylænde ab der ersten Ausgabe 1894 nicht nur als Chefredakteurin, sondern auch als Verlegerin und Herausgeberin. Nachdem sie am 14. April 1916 gestorben war, erschien das nächste Heft des 30. Jahrganges mit ihrer Todesanzeige anstelle des üblichen Titelblatts. Die Hefte 5 bis 7 wurden von einem nicht näher bezeichneten komité redigiert, ab Juni übernahm Fredrikke Mørck die Chefredaktion.

### 1917–1927

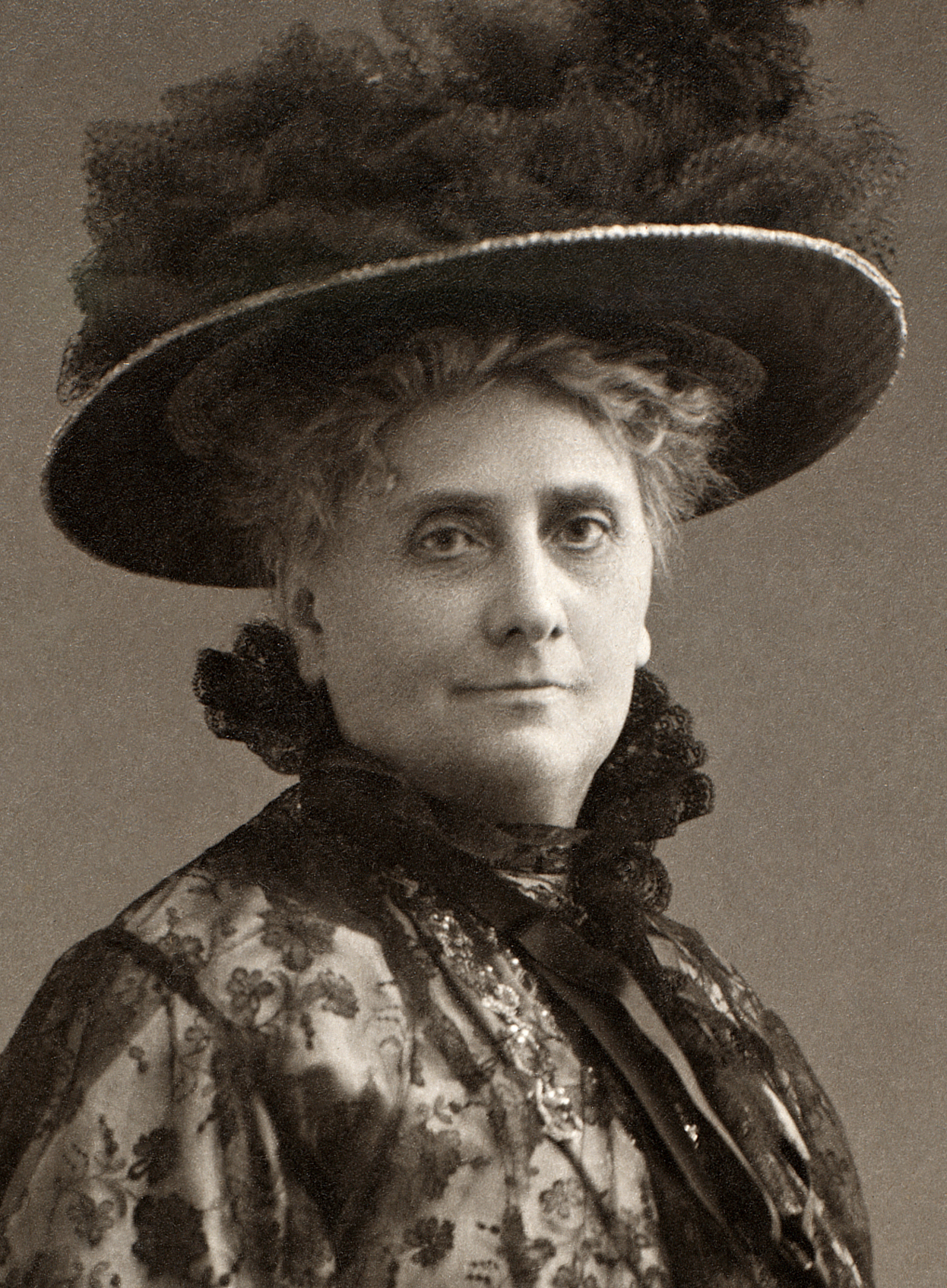
Gina Krog, (1847–1916)

Fredrikke Mørck war Mitarbeiterin der Zeitung seit ihrer Gründung gewesen und „eine sehr gute Freundin von Gina Krog. […] Auf ihrem Sterbebett bat sie Fredrikke Mørck, die Leitung zu übernehmen.“ Mørck war bereits durch ihr umfangreiches Werk Norske kvinder (1914) bekannt geworden, das alle Aspekte der norwegischen Frauenbewegung zwischen 1814 und 1914 darstellte.
Nylænde war als Erbschaft an Gina Krogs Bruder Fredrik gegangen und dieser bemühte sich, die NKF zur Zurücknahme der Zeitschrift zu bewegen, letztlich erfolgreich. Ab dem Jahrgang 1917 erschien sie mit neuem Logo (in Kursivschrift) und dem Untertitel Utgit av Norsk Kvindesaksforening. (Die Rechtschreibung war seit 1893 geändert worden.)
Die Zeitschrift, die schon 1916 kurz vor der Einstellung gestanden war, hatte auch in den Folgejahren mit finanziellen Schwierigkeiten zu kämpfen. Am 15. Dezember 1927 erschien die letzte Ausgabe, in der sich Fredrikke Mørck verabschiedet:
„In den 41 Jahren ihres Bestehens hat sich die Zeitschrift bemüht, die Linien rein und klar zu halten, die ihr von Anfang an vorgezeichnet waren, nämlich für die Sache der Frauen zu arbeiten, ausgehend von der festen Überzeugung, dass auch die Frauen einen Beitrag zum Leben der Männer und Frauen zu leisten haben.
Wir stehen heute vor so vielen vollendeten Tatsachen, sowohl in geistiger als auch in wirtschaftlicher Hinsicht, dass man sagen muss, dass die Hoffnungen, die bei der Veröffentlichung unserer ersten Ausgabe gehegt wurden, sich erfüllt haben. Die Meinung der Mehrheit des norwegischen Volkes, sowohl der Männer als auch der Frauen, über die Sache der Frauen hat sich völlig geändert. […] Wir sind als Mitglieder der Gesellschaft und als Bürgerinnen anerkannt. Und es liegt nun in erster Linie an uns, weiter auf die vollständige Gleichstellung hinzuarbeiten.“
Die in der Sekundärliteratur genannten Einstellungsgründe, wie gesundheitliche Probleme der Chefredakteurin oder ein eröffnetes Konkursverfahren werden in der Abschiedsausgabe nicht angesprochen.

## Inhalt

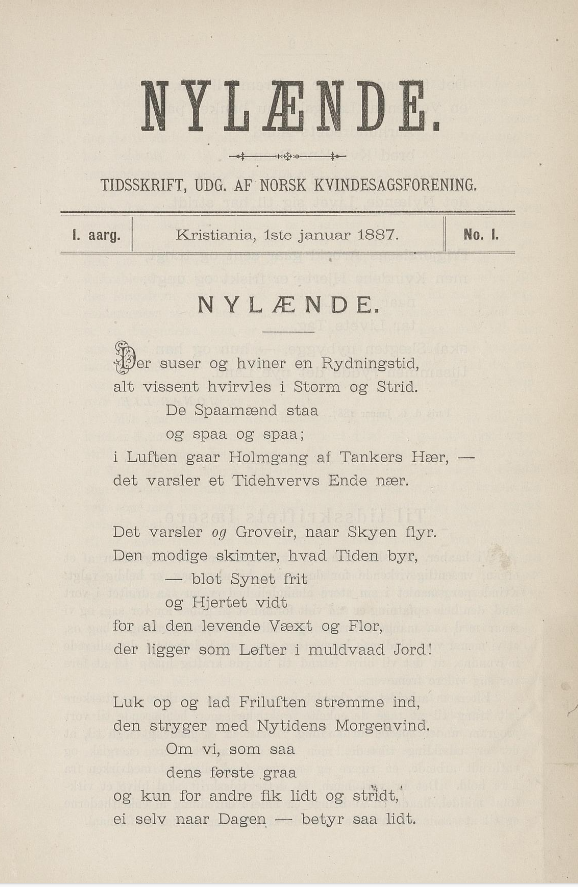
Erstausgabe der Nylænde vom 1. Januar 1887

Nylænde unterscheidet sich sehr von der gleichzeitig erscheinenden Urd, nicht nur im Titel, der auf die Zukunft verweist, statt die Mythologie zu beschwören. Nylænde ist nicht illustriert. Bilder gibt es nur gelegentlich, bei Würdigungen von oder Nachrufen auf verdiente Mitkämpferinnen. Die Textwüste wird auch nicht durch Ornamente unterbrochen. Der Inhalt ‚beschränkt‘ sich auf den Kampf der Frauen um ihre Gleichberechtigung.
„Nylænde war ein gemeinsames Diskussionsforum und eine Informationsquelle für norwegische Frauenorganisationen. Es wurden Jahresberichte und Sitzungsprotokolle, Resolutionen und Empfehlungen abgedruckt, aber auch Literaturbesprechungen, Aufrufe zu Aktionen und Debatten sowie fortlaufende Informationen über die weltweite Frauenbewegung.“
Auch große Autoren wie Camilla Collett, Bjørnstjerne Bjørnson, Jonas Lie, und jüngere wie Sigbjørn Obstfelder und Arne Dybfest kamen in der Zeitschrift zu Wort.S. 89 Die Fortsetzungsgeschichten hatten emanzipatorischen Anspruch. Was aber ganz fehlte, waren Berichte für den Haushalt, Kindererziehung, Küche und Modeartikel.
„Mehr als jede andere schrieb Gina Krog selbst für die Zeitschrift. Ihre Leitartikel, klar, aufklärend und voller Kampfgeist, ermutigten und unterstützten die kämpfenden Frauen. Und die bekannten Frauenrechtlerinnen waren natürlich auch in ‚Nylænde‘ vertreten.“S. 89 „Andere Zeitschriften hatten eine höhere Auflage, aber Nylænde hatte das klarste politische Profil.“
In den ersten Jahren der Zeitschrift stand das Frauenwahlrecht für Parlament und Gemeinden im Mittelpunkt sowie die familienrechtliche Gleichstellung und der Zugang zu akademischen Studien und Berufen. Aber auch die Friedensbewegung hatte in der Frauenbewegung einen starken Rückhalt. In der Nylænde vom 1. Mai 1906 wurden Bertha von Suttners Rede vor dem Nobelkomitees des Storting am 18. April 1906 und der Bericht von der am folgenden Tag von den norwegischen Frauen veranstalteten Feier in deutscher Sprache abgedruckt. (Auch auf der Feier, bei der Dikka Møller Hauptrednerin war, wurden alle Reden zu Ehren der Nobelpreisträgerin von 1905 auf Deutsch gehalten.)
Nach der Erringung des Frauenwahlrechts 1913 traten wirtschaftliche Themen in den Vordergrund. „Während des Ersten Weltkriegs und bis 1920 war die Zeitschrift ein Sprachrohr der Frauengewerkschaften, die zu dieser Zeit einen ständigen Kampf um gleiche Bezahlung führten. Während der Wirtschaftskrisen der Zwischenkriegszeit verstummten jedoch die Forderungen nach gleichem Lohn.“

## Logos
Die Zeitschrift verwendete während ihres Bestehens verschiedene Titelvignetten, die, falls sie nicht nur aus Text bestanden, das Motiv der Sonnenblume variierten. Die Sonnenblume ist noch heute Bestandteil des Logos der Norsk Kvinnesaksforening.
| Vignette | Von  | Bis  | Bemerkung                                               |
| -------- | ---- | ---- | ------------------------------------------------------- |
|          | 1887 | 1900 | verschiedene Untertypen, aber immer gerader Text.       |
|          | 1901 | 1907 | Entwurf Marie Hauge. Sonnenblume oder aufgehende Sonne. |
|          | 1908 | 1914 | Favorit von Kvinnesakshistorie                          |
|          | 1915 | 1916 | Favorit von Kvinnehistorie                              |
|          | 1917 | 1927 | Kursiver Text                                           |

## Mitarbeiter
Die in der letzten Ausgabe von Nylænde namentlich genannten Autoren, in der originalen Reihenfolge und Schreibung:

### Frauen
- Camilla Collett
- Aasta Hansteen
- Vilhelmine Ullmann
- Anna Bugge Wicksell
- Ragna Nielsen
- Anna Rogstad
- Anne Holsen
- Clara Tschudi
- Kitty L. Kielland
- Olaug Løken
- Antonie Løchen
- Sofie Magelssen Groth
- Mathilde Schjøtt
- Alvilde Prydz
- Thora Storm
- Nico Hambro
- Drude Krog Janson
- Anna Steineger
- Mathilde Wergeland
- Margrete Vullum
- Nikoline Sundt
- Randi Blehr
- F. M. Qvam
- Anna Hvoslef
- Eva Blytt
- Helene Lassen
- Caroline Steen
- Nanna Thrane
- Dorothea Schjoldager
- Helga Helgesen
- Margrethe Christensen
- Lagertha Broch
- Hulda Garborg
- Hanna Isaachsen
- Ellen Gleditsch
- Gertrud Adelborg
- Sophie Alberti
- Maikki Friberg
- Alexandra Gripenberg
- Anna Wahlenberg
- Ann Margret Holmgren
- Laura Kieler

### Männer
- H. E. Berner
- Jonas Lie
- Bjørnstjerne Bjørnson
- Kristofer Janson
- Moltke Moe
- Bernt Støylen
- Amund Helland
- Viggo Ullmann
- Pfarrer Deinboll
- Haakon Løken
- Morten Album Thams
- Fredrik Bajer
- Knut Wicksell

## Ausgaben
- Suche nach Zeitschrift Nylænde in der Nasjonalbiblioteket.
- Zugriff auf Jahrgänge der Nasjonalbiblioteket bei Kvinnesakshistorie.
- Suche nach Zeitschrift Nylænde im Internet Archive.
- Zeitschrift Nylænde bei Projekt Runeberg Stand 25. Dezember 2024 sind die Jahrgänge 1888–1897 frei zugänglich.